# Nacionalinis finalas 1999
La prima edizione di Nacionalinis finalas si è svolta il 27 dicembre 1998 e ha selezionato il rappresentante della Lituania all'Eurovision Song Contest 1999 a Gerusalemme.
La vincitrice è stata Aistė Smilgevičiūtė con Strazdas, che all'Eurovision si è piazzata al 20º posto su 23 partecipanti con 13 punti totalizzati.

## Organizzazione
Per selezionare l'artista e la canzone che avrebbero rappresentato la Lituania alla sua seconda partecipazione eurovisiva, l'emittente nazionale LRT ha optato per l'organizzazione, diversamente dalla volta precedente, di un programma di selezione. La prima finale nazionale lituana è stata registrata il 27 dicembre 1998 come parte del programma televisivo Muzikinis viešbutis con la conduzione di Vilija Grigonytė e Vytautas Kernagis ed è stata mandata in onda il successivo 31 dicembre. 12 canzoni interpretate da 10 artisti vi hanno preso parte, e il vincitore è stato decretato da una giuria. Un televoto simbolico ha avuto luogo durante la trasmissione del programma e ha visto i RebelHeart vincere con il 40% delle preferenze, seguito dalla vincitrice della giuria, Aistė Smilgevičiūtė, che ha ottenuto il 33% dei voti del pubblico.

## Finale
| #  | Artista               | Titolo                | Punti | Posizione |
| -- | --------------------- | --------------------- | ----- | --------- |
| 1  | Aistė Pilvelytė       | Nubudusi širdis       | —     | 11        |
| 2  | B'Avarija             | Nešk mane             | 17    | 4         |
| 3  | Violeta Riaubiškytė   | Aš dovanoju           | —     | 6         |
| 4  | Džeirana Kazlauskaitė | Viena naktyje         | —     | 10        |
| 5  | Aistė Pilvelytė       | Tylos vėrinys         | —     | 9         |
| 6  | Otilija               | Mano žvaigždė         | —     | 8         |
| 7  | Rūta Ščiogolevaitė    | Vasaros buvo per daug | —     | 5         |
| 8  | Rene                  | Sapnas                | —     | 12        |
| 9  | Aistė Smilgevičiūtė   | Strazdas              | 57    | 1         |
| 10 | B'Avarija             | Pamiršk               | —     | 7         |
| 11 | Rosita Čivilytė       | Apie tai              | 22    | 3         |
| 12 | RebelHeart            | Kelias pas tave       | 27    | 2         |